# Vinternatten
Vinternatten è un album in studio natalizio della cantante svedese Sanna Nielsen, pubblicato nel 2012.

## Tracce
1. Jul, jul, strålande jul
2. Viskar ömt mitt namn
3. Bleeding Love
4. Angel
5. O helga natt (Cantique de Noël)
6. Drummer Boy
7. Koppången
8. Utan dina andetag
9. I'm in Love (ballad version)
10. Stilla natt (Stille Nacht, heilige Nacht)
11. Vinternatten (In the Bleak Midwinter)
12. Ave Maria